# تلفاز فضائي

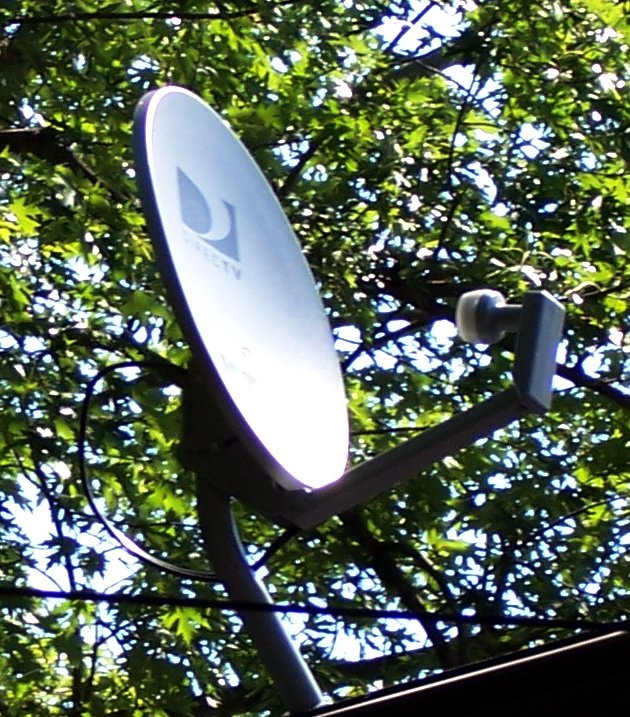
هوائي تلفزيون بالقمر الصناعي.

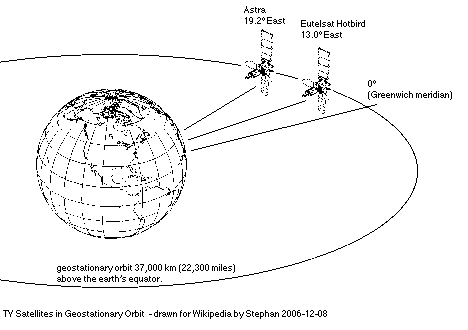
قمر صناعي في مدار متزامن.

التلفزيون الفضائي هو تلفزيون تقدمه وسائل الاتصالات عبر الأقمار الصناعية، ويستقبل بواسطة طبق القمر الصناعي وجهاز فك التشفير. يوفر في مناطق كثيرة من العالم، مجموعة واسعة من القنوات والخدمات، في كثير من الأحيان في المناطق التي لا يتوفر بها مزودي خدمات التليفزيون الأرضي أو الكابل.

## التاريخ
إن أول إشارة التلفزيون الفضائية كانت تنقل من أوروبا خلال القمر تيلستار إلى أنحاء أمريكا الشمالية عام 1962. أطلق أول ساتل اتصالات تزامني ساتكوم 2، في عام 1963. كان الأول في ساتل اتصالات تجاري في العالم، انتل سات الأول (الملقب جون بيرد)، وأطلق إلى مدار متزامن مع يوم 6 ابريل من عام 1965. كانت أول شبكة وطنية من المحطات التلفزيونية الفضائية، تسمى أوربيتا، أنشئت في الاتحاد السوفياتي في عام 1967، كانت تقوم على مبدأ استخدام ساتل مولنيا لإعادة البث الإذاعي وتوصيل الإشارات التلفزيونية إلى المحطات الأرضية الهابطة. أول ساتل محلي في أمريكا الشمالية لحمل التلفزيون كان ساتل كندا أنيك 1 الثابت بالنسبة للأرض، الذي أطلق في عام 1972. ساتل ATS-6، كان أول ساتل تجريبي وتعليمي وساتل بث مباشر في العالم، أطلق في عام 1974. أول ساتل سوفياتي ثابت بالنسبة للأرض لحمل التليفزيون، كان اسمه Ekran، انطلق في عام 1976.

## التقنية
عادة ما تكون السواتل المستخدمة في الإشارات التلفزيونية بيضاوية بشكل طبيعي للغاية (مع ميل + / -63.4 درجة، والفترة المدارية من حوالي 12 ساعة، والمعروف أيضا (مولنيا المدار) أو المدار 37,000 كيلومترا (22,300 ميل) فوق سطح الأرض في خط الاستواء.
والتليفزيونات الفضائية، مثل غيرها من الاتصالات المرتبطة بالساتل، تبدأ مع هوائي الإرسال الموجود في منشأة الإرسال. وتكون الأطباق اللاقطة الإرسال كبيرة جدا، تقدر بحوالي 9 إلى 12 مترا (30 إلى 40 قدما) في القطر. وينتج عن الزيادة في القطر دقة وقوة أكبر لإشارة الأقمار الصناعية. يشير طبق الإرسال نحو قمر صناعي محدد وتنتقل الإشارات المرسلة ضمن نطاق تردد معين، بحيث يتم استلامها بواسطة أحد المستقبلات المضبوطة على نطاق تردد القمر الصناعي. ويقوم المستقبل بإعادة بث الإشارات إلى الأرض ولكن في نطاق ترددات مختلفة (وهي عملية تعرف باسم الترجمة، وتستخدم لتجنب التداخل مع إشارة الإرسال)، وعادة في النطاق الترددي سي (4-8 غيغاهرتز) أو النطاق Ku (12-18 غيغاهرتز) أو كليهما. وتسمى ساق مسار الإشارة من القمر الصناعي إلى محطة الاستقبال الأرضية بالإشارة الهابطة.
وقد يصل عدد مستقبلات القمر الصناعي النموذجي إلى 32 مستقبل للنطاق الترددي Ku وإلى 24 للنطاق C، أو لمزيد للأقمار الصناعية المختلطة. لكل مستقبل نموذجي عرض النطاق الترددي بين 27 ميغاهرتز و 50 ميغاهرتز. كل ساتل ثابت جغرافيا من النطاق C يحتاج ان يوضع بعد بدرجتين من الساتل الذي يليه (لتفادي أي تشويش). وبالنسبة لبعد ال Ku فيمكن أن تكون بعد درجة واحدة. هذا يعني أن هناك حدا أعلى من 360 / 2 == 180 جيم الفرقة السواتل الثابت بالنسبة للأرض، و 360 / 1 == 360 ك ش الثابت بالنسبة للأرض سواتل النطاق. جيم انتقال الفرقة هي عرضة للتدخل الأرضية بينما ك ش انتقال الموجات يتأثر المطر (كما هو امتصاص الماء الممتاز لتردد الموجات الدقيقة في هذا الخصوص).
وdownlinked إشارة القمر الصناعي، ضعيفا جدا بعد السفر على مسافة كبيرة (انظر معكوس القانون مربعا)، التي يتم جمعها من قبل مكافئ طبق الاستقبال، الأمر الذي يعكس ضعف إشارة إلى الطبق النقطة المركزية. شنت على الأقواس في صحن النقطة المركزية هي جهاز يسمى feed horn هذا هو أساسا feedhorn الجبهة اشتعل - نهاية مقطع من الدليل الموجي الذي يجمع الإشارات على أو بالقرب من نقطة اتصال و'يجري' لهم لتحقيق أو صغيرة متصلة منخفضة الضوضاء downconverter أو LNB. ويضاعف من LNB إشارات ضعيفة نسبيا، والمرشحات لكتلة ترددات الأقمار الصناعية التي تنقل الإشارات التلفزيونية، وبتحويل كتلة من الترددات إلى انخفاض مدى التردد في المدى لام الفرقة. تطور LNBs كان واحدا من الضرورة والاختراع.
سي باند الأصلي الأقمار الصناعية المستخدمة لنظم التلفزيون مضخم منخفض الضجيج متصلا feedhorn في النقطة البؤرية للطبق. إشارة تم تضخيمها ثم يغذى عن طريق مكلفة جدا، وأحيانا 50 أوم المعاوقة مملوءة بالغاز المتشدد الكابل متحد المحور إلى المتلقي في الأماكن المغلقة، أو في تصاميم أخرى، تتغذى على downconverter (خلاط والجهد مذبذب ضبطها مع بعض الدوائر فلتر) لبانخفاض تحويل إلى تردد وسيطة. اختيار قناة كانت تسيطر عليها، وعادة من خلال الجهد ضبطها مذبذب مع الجهد ضبط يجري تغذيته عبر كابل منفصل للheadend. ولكن هذا التصميم تطور.
تصاميم لبناء مغير محولات للترددات راديو الهواة تم تكييفها ل4 غيغاهيرتز سي باند. المركزية لهذه التصاميم كان مفهوم بانخفاض تحويل كتلة من مجموعة من الترددات إلى أقل، من الناحية التكنولوجية والتعامل معها بسهولة أكبر كتلة من الترددات (تردد وسيطة).
مزايا استخدام LNB التي هي أرخص كابل يمكن استخدامه لتوصيل جهاز الاستقبال في الأماكن المغلقة مع القنوات التلفزيونية الفضائية والطبق LNB، وأن التكنولوجيا لمعالجة الإشارات في لام باند الفائق وكان أرخص بكثير من ذلك لمعالجة الإشارات في سي باند الترددات. التحول إلى التكنولوجيا الرخيصة من 50 أوم المعاوقة كابل ون موصلات للجيم المبكر الروك نظم لأرخص 75 أوم التكنولوجيا وإف موصلات سمحت في وقت مبكر بواسطة أجهزة التلفزيون لاستخدام، ما هي في واقع الأمر، تعديل الفائق التلفزيون المستقبلون التي اختارت قناة فضائية لأسفل التحويل إلى أدنى تردد وسيطة أخرى تركزت على 70 ميغاهرتز حيث كان demodulated. هذا التحول سمح لمحطات التلفزيون الفضائية المباشرة إلى البيوت والصناعة لتغيير عن كونها واحدة إلى حد كبير الهاوي الاستقبال حيث بنيت في أعداد قليلة ونظم كاملة كانت باهظة الثمن (تكلف آلاف الدولارات) إلى واحد أكثر بكثير من الإنتاج التجاري الشامل.
الصحون اللاقطة للبث المباشر يتم تركيبها مع LNBF، الذي يدمج feedhorn مع LNB.
demodulates لاستقبال الأقمار الصناعية وتحويل إشارات إلى النموذج المنشود (النواتج للتلفزيون، والصوت والبيانات، الخ). في بعض الأحيان، والمتلقي ويشمل القدرة على تفكيكها أو فك؛ المتلقي ومن ثم دعا إلى المتلقي المتكاملة / فك الترميز أو التنمية الريفية المتكاملة. كابل توصيل جهاز الاستقبال إلى LNBF أو LNB يجب أن تكون من النوع منخفض خسائر الحرس - 6، رباعية الدرع الحقيقي - 6 - 11 أو الحقيقي، وما إلى ذلك لا يمكن أن يكون المعيار الحقيقي - 59.

## المعايير
يوزع التليفزيون التماثيلي عبر الأقمار الصناعية وعادة يكون في أنظمة معايير إن تي إس سي، بال (إشارة) أو سيكام. والإشارة التناظرية متضمنة التردد ويتم تحويلها من إشارة FM إلى ما يشار إليها على انها إشارة قاعدية. وتضم الإشارة القاعدية إشارات الفيديو والصوت الباطن. من الباطن الصوت هو لتوفير مزيد من demodulated إشارة الصوت الخام.
إذا كانت الإشارة إلى إشارة رقمية التلفزيون أو متعدد الإشارات، فإنه يتم عادة QPSK.
بصفة عامة، والتلفزيون الرقمي، بما في ذلك تلك التي تبث عبر الأقمار الصناعية، هي عموما ترتكز على معايير مفتوحة مثل MPEG وDVB - دإ أو البنك الإسلامي للتنمية، اس.
الشرطي الوصول التشفير / الهرولة وتشمل الأساليب BİSS، Conax، Digicipher، Irdeto،Nagravision، بووير فو،Viaccess، Videocipher، وVideoGuard. كثير من نظم الوصول المشروط قد تعرض للخطر.

## فئات الاستخدام
هناك ثلاثة أنواع أساسية من أستخدامات المحطات التلفزيونية الفضائية: الاستقبال المباشر من قبل المشاهد، والاستقبال عن طريق شركات التلفزيون التابعة المحلية، أو عن طريق استقبال headend لتوزيعها عبر أنظمة الكابلات الأرضية.
تشمل فئة (مباشرة إلى المشاهد) استقبال البث الفضائي المباشر واستقبال التلفزيوني فقط{/0، والاثنان يستخدموا في المنازل والأعمال التجارية بما فيها الفنادق، الخ.

### البث المباشر عبر الأقمار الصناعية
البث الفضائي المباشر، المعروف أيضا باسم «مباشر إلى البيوت» هو تطور حديث نسبيا في عالم التوزيع التلفزيوني. «البث الفضائي المباشر» يمكن أن يشير إلى أقمار الاتصالات نفسها التي تقدم خدمة البث الفضائي المباشر أو الخدمة التلفزيونية الفعلية. عادة ما يشار الي نظم البث الفضائي المباشر باسم نظم «الطبق الصغير». يستخدم البث الفضائي المباشر الجزء العلوي من نطاق Ku، وكذلك أجزاء من نطاق Ka
ويمكم لنظم البث الفضائي المباشر معدلة أن تعمل على سواتل نطاق C واستخدمت من قبل بعض الشبكات في الماضي للالتفاف على القوانين التي اتخذتها بعض البلدان ضد استقبال إرسال نطاق Ku.
تستخدم معظم نظم البث الفضائي المباشر معايير DVB-S للإرسال. مع خدمات دفع التلفزيون، ويتم تشفير تدفق البيانات ويتطلب امتلاك معدات الاستقبال. في حين أن تكنولوجيا الاستقبال هي الموجودة مماثلة، فان تكنولوجيا البث التلفزيوني المدفوع مملكة، وغالبا ما تتكون من وحدة وصول مشروط وبطاقة ذكية.
هذا الإجراء يضمن لمقدمي التلفزيون الفضائي ان المشتركين الوحيدين المصرح لهم يمكنهم من الحصول محتوى البث التلفزيوني المدفوع، ولكن في نفس الوقت يمكن أن تسمح للقنوات الحرة على الهواء أن تشاهد مع المعدات القياسية (مستقبل البث الفضائي المباشر دون وحدات الوصول المشروط) المتوفرة في السوق.

### استقبال التلفزيون فقط
ظهر مصطلح استقبال التلفزيون فقط، خلال الأيام الأولى لاستقبال القنوات الفضائية لتمييزه عن عمليات إرسال واستقبال القنوات الفضائية التجارية. كان هذا قبل أن توجد صناعة التليفزيون الفضائي. القنوات الفضائية في ذلك الوقت كان يعتزم استخدامها بواسطة شبكات تلفزيون الكابل بدلا من أن يتلقاها المشاهدين في منازلهم. كانت نظم الاستقبال الفضائيات كانت مصنوعة بشكل كبير من قبل الهواة والمهندسين. يعمل نظام (استقبال التليفزيون فقط) أساسا على ترددات النطاق C والأطباق المطلوبة كانت كبيرة، عادة أكثر من 3 أمتار (10 قدم) في قطر. وبالتالي أصبح نظام (استقبال التليفزيون فقط) TVRO غالبا ما يشار اليه باسم التلفزيون الفضائي «الطبق الكبير» أو «الطبق الكبير القبيح».
نظم TVRO مصممة لاستقبال التغذية التناظرية والرقمية الأقمار الصناعية لكل من التلفزيون أو الصوت من كل من مستقبلات النطاق C والنطاق Ku على الشرعية، على السواتل من نوع FSS. تميل النظم ذات التردد العالي من النطاق Ku إلى ان تكون نظم مباشرة إلى المنزل، ويمكن استخدام طبق هوائي أصغر بسبب ارتفاع إرسال الطاقة وزيادة تحصيل الهوائي.
وتميل نظم TVRO إلى استخدام أطباق هوائية أكبر وليست أصغر، نظرا لأنه من المرجح أن مالك النظام TVRO سيكون عنده إعداد النطاق C النطاق فقط بدلا إعداد النطاق Ku فقط. تسمح صناديق الاستقبال الإضافية بستقبال أنواع مختلفة من الإشارات الرقمية من الأقمار الصناعية، مثل DVB/MPEG-2 و4DTV.
ويعني عرض الشعاع الضيق لهوائي ساتل عادي مكافئ يعني أنه يمكن فقط أن يتلقي إشارات من قمر صناعي واحد في وقت واحد. سيميلسات أو فيرتكس - هو هوائي ساتل شبه مكافئ وهو قادر على استقبال بث الأقمار الصناعية من 35 مئوية أو أكثر، من نطاق السواتل C و Ku في نفس الوقت.

#### مباشرة إلى التلفزيون المنزلي
اليوم، معظم الزبائن التلفزيون الفضائي في الأسواق المتقدمة التلفزيون يحصلون على برامجهم من خلال مزود القمر الصناعي للبث المباشر (دي بي اس). يختار المزود البرامج ويبثوها إلى المشتركين كباقة محددة. أساسا، هدف مزود هو جلب عشرات أو حتى مئات من القنوات إلى الزبائن في شكل يمكن أن يقترب من منافسة من المحطات تلفزيون الكابل. خلافا للبرمجة السابقة، فبث مقدم الخدمة رقمي تماما، وهو ما يعني أن الصورة العالية وجودة الصوت ستيريو. كان التلفزيونية الفضائي المبكر يبث في النطاق الترددي C—في النطاق الترددي 3.4 غيغا هرتز (غيغاهرتز) إلى 7 غيغاهيرتز. ينقل البث الفضائي الرقمي البرمجة في نطاق تردد Ku (10 غيغاهيرتز إلى 14 غيغاهرتز). هناك خمسة عناصر رئيسية تشارك في نظام مباشر إلى المنزل، نظام الأقمار الصناعية: مصدر البرمجة، ومركز البث والأقمار الصناعية، وطبق استقبال الأقمار الصناعية والجهاز المستقبل.
مصادر البرامج هي ببساطة القنوات التي توفر برامج للبث. لا ينشأ المزود البرامج الأصلية نفسها؛ ولكن يدفع لشركات الأخرى (على سبيل المثال HBO أو ESPN أو التلفزيون أو STAR TV الخ) للحصول على حق بث محتوياتها عبر الأقمار الصناعية. وبهذه الطريقة، يكون المزود مثل وسيط بين المشاهد، ومصادر البرامج الفعلية. (تعمل شبكات الكابل التلفزيونية أيضا بنفس المبدأ.) مركز البث هو المحور المركزي لهذا النظام. في مركز البث أو موقع الإرسال، يتلقي مزود التلفزيون إشارات من مصادر مختلفة للبرمجة، ويضغط هذه الإشارات استخدام الضغط الرقمي (الدفع إذا لزم الأمر)، وحمل إشارة البث على القمر الصناعي المناسب. يستقبل القمر الصناعي الإشارة من محطة البث ويعيد بثها على الأرض. وتلتقط طبق المشاهد الإشارات من القمر الصناعي (أو الأقمار الصناعية المتعددة في نفس الجزء من السماء) ويمررها لجهاز الاستقبال في منزل المشاهد. ويمرر جهاز الاستقبال الإشارة إلى التلفزيون. هذه هي الخطوات بمزيد من التفصيل:

#### البرمجة
يحصل مزودوا الفضائيات على البرامج من مصدرين رئيسيين هما: قنوات التحول الدولية (مثل HBO, ESPN and CNN, STAR TV, SET, B4U الخ) والعديد من القنوات المحلية (SaBe TV, Sahara TV، دوردارشان، الخ). توفر معظم قنوات التحول أيضا البرمجة لتلفزيون الكابل، وحتى في بعض الأحيان بعض منصات إلى البيوت سوف تضيف في بعض القنوات الخاصة حكرا على نفسها لجذب المزيد من الاشتراكات.
تحول القنوات وعادة ما يكون مركزا لتوزيع الحزم التي برمجتها لساتل ثابت بالنسبة للأرض. مركز البث يستخدم أطباق الأقمار الصناعية الكبيرة على التقاط هذه الإشارات التناظرية والرقمية من عدة مصادر.

#### مراكز البث
تحول مركز البث كل هذه البرمجة إلى بث رقمي ذو جودة عالية، غير مضغوط. عند هذه النقطة، يحتوي البث على كمية هائلة من البيانات—حوالي 270 ميغابت في الثانية (ميغابت / ثانية) لكل قناة. من أجل نقل الإشارة من هناك، يجب أن يضغطها مركز البث. وإذا لم يحدث ها، فإنه سيكون كبير جدا بالنسبة للتعامل مع الأقمار الصناعية. يستخدم مقدمي الخدمة تنسيق الفيديو MPEG - 2 المضغوط—نفس التنسيق المستخدم لتخزين الأفلام على أقراص الفيديو الرقمية. مع ضغط MPEG - 2، يمكن لمقدم الخدمة أن يقلل من 270 ميغابت / ثانية تيار إلى حوالي 3 أو 10 ميغابت في الثانية (تبعا لنوع من البرمجة). وهذه هي الخطوة الحاسمة التي جعلت خدمات المباشر إلى البيوت تنجح. مع الضغط الرقمي، يمكن للقمر الصناعي النموذجي ان ينقل نحو 200 قناة. دون الضغط الرقمي، يمكن أن تنقل نحو 30 قناة. في مركز البث، يذهب بث الفيديو الرقمي ذو الجودة العالية عن طريق ترميز MPEG - 2، الذي يحول البرمجة إلى [مبغ - MPEG-2 فيديو للحجم والشكل الصحيح لاستقبال الأقمار الصناعية في منزلك.

#### التشفير والبث
بعد أن يتم ضغط الفيديو، يحتاج المزود لتشفيره لمنع الناس من الوصول إليه مجانا. يمتزج التشفير بالبيانات الرقمية بطريقة التي لا يمكن فك تشفيرها (تحويلها إلى بيانات قابلة للاستخدام) إلا إذا كان لدى المتلقي جهاز الاستقبال وفك التشفير مع خوارزمية فك التشفير ومفاتيح الأمان. وبمجرد ان تضغط الإشارة وتشفر، يرسلها مركز البث مباشرة إلى أحد أقماره الصناعية. يلتقط القمر الصناعي الإشارة، ويضاعفها ويعيد بثها إلى الأرض، حيث يمكن للمشاهدين التقاطها.

#### الطبق
الطبق هو مجرد نوع خاص من الهوائيات صمم للتركيز على مصدر محدد للبث. يتكون طبق المعياري من سطح مكافئ (وعاء على شكل سلطانية) وتغذية في الوسط. لنقل الإشارة، ترسلها وحدة تحكم خلال القرن، ويركز على طبق إشارة إلى حزمة ضيقة نسبيا. الطبق على الطرف المتلقي لا يمكن نقل المعلومات، بل يمكن الحصول عليها فقط. وطبق استقبال يعمل في الاتجاه المعاكس بالضبط من الإرسال. عندما شعاع يضرب طبق المنحني، على شكل قطع مكافئ يعكس إشارات الراديو الداخل على نقطة معينة، تماما مثل مرآة مقعرة يركز الضوء على نقطة معينة. الطبق منحني يركز على موجات الراديو واردة في القرن تغذية. في هذه الحالة، فإن النقطة هو الطبق لتغذية القرن، والذي يمرر الإشارة على المعدات المستقبلة. في الإعداد المثالي، ليست هناك أي عقبات رئيسية بين القمر الصناعي والطبق، وذلك الطبق يتلقى إشارة واضحة. في بعض النظم، وتحتاج إلى صحن التقاط إشارات من اثنين أو أكثر من الأقمار الصناعية في الوقت نفسه. الأقمار الصناعية قد تكون متقاربة بدرجة أن طبق العادية مع القرن واحدة يمكن التقاط إشارات من على حد سواء. هذه النوعية التنازلات إلى حد ما، لأن الطبق لا تهدف مباشرة إلى واحد أو أكثر
من الأقمار الصناعية. وطبق تصميم جديد يستخدم اثنين أو أكثر من قرنيه لالتقاط إشارات الأقمار الصناعية المختلفة. كما عوارض مختلفة من الأقمار الصناعية تصل إلى الطبق المنحني، لأنها تعكس في زوايا مختلفة بحيث شعاع واحد يضرب واحد من قرون وآخر يضرب شعاع قرن مختلفة.
العنصر المركزي في القرن تغذية هي منخفضة الضوضاء blockdown المحول، أو LNB. وLNB يضاعف من الإشارات المنبعثة من صحن والمرشحات خارج الضوضاء (إشارات لا تقل البرمجة). وLNB يمرر تضخيم وتصفيتها إشارة إلى استقبال الأقمار الصناعية داخل المشاهد في المنزل.

#### جهاز الاستقبال
العنصر النهائي في نظام التليفزيون الفضائي هو جهاز الاستقبال أو المتلقي. ولجهاز الاستقبال أربع وظائف أساسية: إنه يفك تشفير الإشارة المشفرة. من أجل فتح الإشارة، فإن جهاز الاستقبال يحتاج إلى رقاقة فك التشفير السليمة لتلك الحزمة من البرامج. والمزود قادر على التواصل مع الشريحة، عبر إشارات الأقمار الصناعية، لإجراء التعديلات اللازمة لبرامج فك التشفير. وقد يرسل المزود أحيانا إشارات تعطل فك التشفير غير المشروع، كتدبير إلكتروني مضاد ضد المستخدمين غير الشرعيين. فإنه يأخذ إشارة MPEG - 2 الرقمية ويحولها إلى تنسيق تماثلي الذي يمكن للتليفزيون القياسي ان يتعرف عليه. ولان جهاز الاستقبال يعرض قناة واحدة فقط في وقت واحد، لا يمكنك تسجيل برنامج واحد ومشاهدة آخر. وأيضا لا يمكن مشاهدة برنامجين مختلفين على تلفزيونين واصلين على جهاز استقبال واحد. من أجل القيام بهذه الأشياء، والتي هي سارية على الكابل التقليدي، ستكون بحاجة لشراء جهاز الاستقبال إضافي. بعض أجهزة الاستقبال لديها عددا من المزايا الأخرى كذلك. انها تلتقط الجدول الزمني للبرامج من المزود وتقدم هذه المعلومات في دليل البرمجة الذي يظهر على الشاشة. للعديد من أجهزة الاستقبال قفل أبوي أختياري، وبعضهم مدمج فيه مسجل فيديو رقمي، والتي تمكنك من إيقاف بث تلفزيوني مباشر أو تسجيله على قرص صلب. في حين أن الخدمات الرقمية للبث الفضائي لا تزال تفتقر إلى بعض من السمات الأساسية للكابل التقليدية (القدرة على تقسيم الإشارات بسهولة بين مختلف أجهزة التلفاز والفيديو، على سبيل المثال)، تباين اختيار البرامج ومجالات الخدمة الموسعة هي السمات التي نراها الآن كبديل. مع ظهور الكابل الرقمي، الذي أيضا حسن جودة الصورة ووسع اختيار القناة،

## التلفزيون الفضائي حسب المنطقة والبلد

### الولايات المتحدة الأمريكية
حاليا، هناك مزودين أساسيين للتلفزيون الفضائي للخدمة القائمة على الأشتراك في الولايات المتحدة:دش نيتوركدايركت تي في
على مدى العقود الثلاثة الماضية، مختلف خدمات الأقمار الصناعية الأميركية جائت وذهبت أو أندمجت لتشكيل لخدمات الأساسية الحالية. في عام 1975 أنشئت شركة RCA ساتكوم 1، أول قمر صناعي بني خصوصا لاستخدامه بواسطة ثلاث شبكات تلفزيونية وطنية (سي بي اس، ان بي سي، وايه بي سي). في وقت لاحق من نفس العام، أستأجرت HBO جهاز استقبال على ساتكوم 1 وبدأ بث البرامج التلفزيونية عبر الأقمار الصناعية لأنظمة الكابلات.دفع أصحاب أنظمة الكابلات 10,000 دولار لتركيب أطباق 3 - متر لاستقبال إشارات التلفزيون في النطاق الترددي سي.
قام هوارد تايلور في عام 1976 بانشاء نظام للهواة، والذي تألف من طبق رادار عسكري فائض وجهاز استقبال الأقمار الصناعية صممها وبناها بنفسه، لاستقبال الأقمار الصناعية في المنزل. ويمكن نظام تايلور من استقبال البرامج التلفزيونية من كل من سواتل أمريكا والاتحاد السوفيتي. في عام 1977 أطلق بات روبرتسون أول قمر صناعي لتوصيل خدمة الكابل وسمي CBN Cable Network في عام 1979، سمح قانون مشاهدي الأقمار الصناعية لأصحاب المنازل في الولايات المتحدة بإمتلاك وتشغيل نظم الأقمار الصناعية، التي تتألف معدات نطاق C من مجموعة من المصنعين الذين كانوا يصنعوا قطع غيار لنظم مثل هاورد تايلور، وبدأ جدل كبير حول اللقنوات التي يمكن استقبالها.
كان USSB خدمة مباشر إلى المنزل تأسست في عام 1981. اشتركت في أوائل التسعينات مع هيوز واستمرت العملية حتى تم شراؤها في عام 1998 من قبل DirecTV.
في عام 1991 أطلقتPrimestar كأول خدمة بث في أمريكا الشمالية. هيوز ودايركت تي في أول نظام وطني يعمل بالطاقة العليا ك ش فرقة اس النظام، ذهبت على الإنترنت في عام 1994. DirecTV أصبح النظام الجديد لتسليم السيارة USSB. نيوز كوربوريشن تتولى حاليا حصة قدرها 38% ، والتي هي في عملية بيع ليبرتي ميديا. في عام 1996، ايكوستار 'ق ذهب صحن شبكة الإنترنت في الولايات المتحدة واستمر لنجاح مماثل في DirecTV المنافس الرئيسي. خدمةAlphaStar بدأ في عام 1996 وأفلست في عام 1997. السيادة فيديو الأقمار الصناعية لشركة سكاي إنجيل كما ذهب على الإنترنت في الولايات المتحدة في عام 1996 مع اس خدمة موجهة نحو «الايمان والعائلة». Primestar بيع أصولها إلى هيوز في عام 1999 وتحول من دي بي اس إلى منصة البث التلفزيوني عبر الإنترنت.
في عام 2004، ظهرت خدمة تلفزيون الكوابل ‏ Voom، وتحديدا لتقديم الطعام والأسواق الناشئة من أصحاب الوضوح وهواة، ولكن طويت في أبريل 2005. الخدمة في «حصرية» قنوات عالية التعريف تم ترحيلها إلى صحن شبكة نظام. اس الخدمات التجارية هي المنافسة الرئيسية لخدمة الكيبل التلفزيوني، على الرغم من أن هذين النوعين من الخدمة إلى حد كبير متطلبات تنظيمية مختلفة (على سبيل المثال، تلفزيون الكابل ومتطلبات الوصول إلى الجمهور، ونوعين من التوزيع لديها لوائح مختلفة بشأن نقل المحطات المحلية).

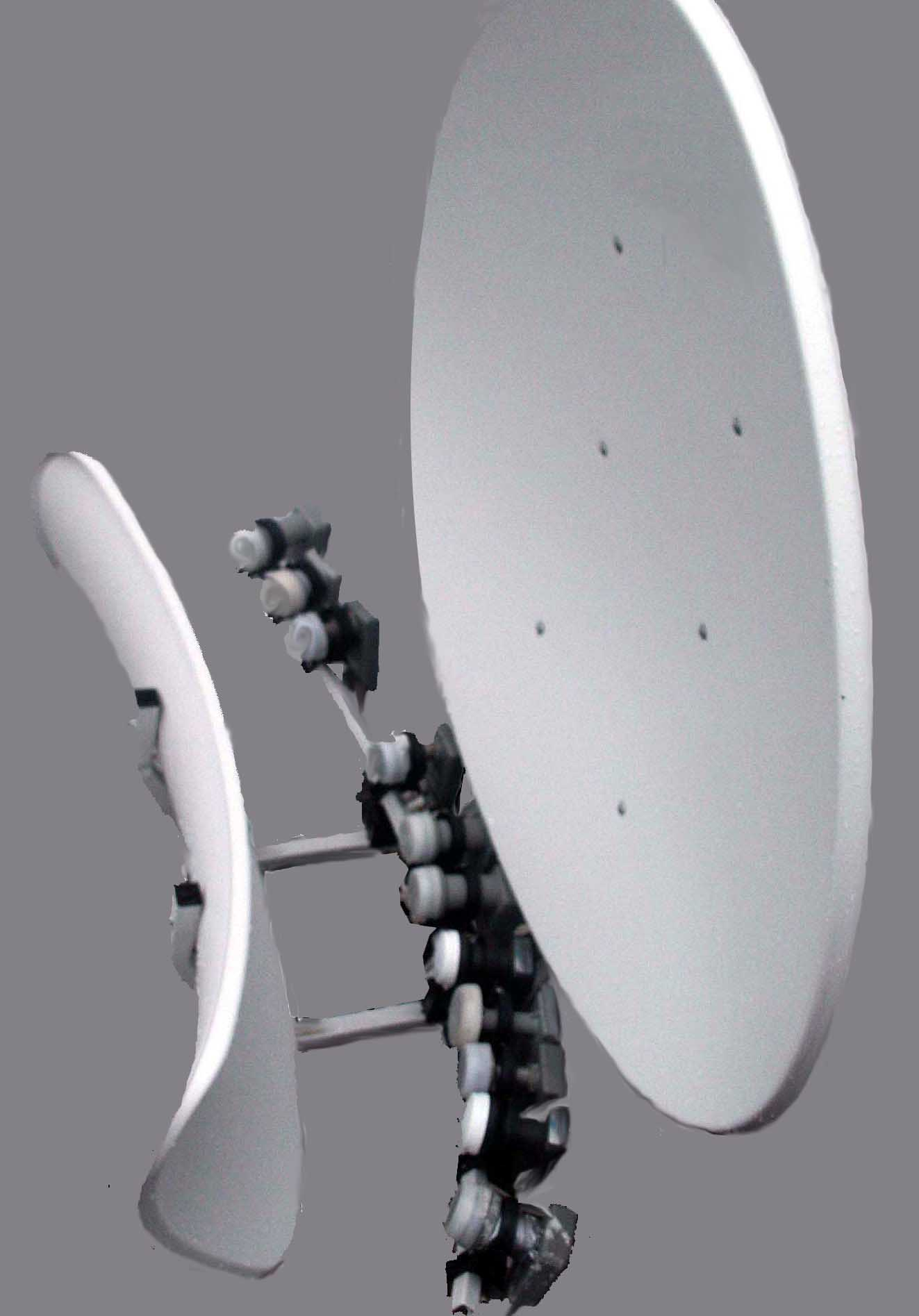
90cm متعددة LNA ملف حلقي الأطباق

غالبية البث باللغات العرقية في أمريكا الشمالية تتم على نطاق Ku الحر على الهواء. أكبر تجمع للبرمجة العرقي هو في مجرة 25 في 97 درجة غربا بيتسبرغ للاتصالات الدولية وGlobeCast تلفزيون العالم يقدم مزيجا من الخطوط وقنوات البث التلفزيوني المدفوع العرقية في دوليا DVB القياسية دإ الشكل، كما يفعل آخرون. Home2US شركة الاتصالات كما يقدم العديد من القنوات العرقية في المجلس الطبي الأسترالي - 4 في 101 درجة غربا، فضلا عن غيرها من الدول الحرة وقنوات تلفزيونية الدفع. الولايات المتحدة العديد من فروع اللغة الإنجليزية شبكة (سي بي اس يمثلون، ان بي سي، سي، بي بي سي، فوكس، والأسلحة الكيميائية (المعروفة سابقا باسم البنك الدولي وUPN)، أيون شبكة وMyNetworkTV) متاحة كما هو الحرة لتبث الهواء، وكذلك الحال بالنسبة للولايات المتحدة ثلاثة شبكات اللغة الأسبانية (نيفيسيون، Telefutura وتيلموندو). عدد الخطوط إلى قنوات التخصصات الهواء هو خلاف ذلك محدودة نوعا ما. عروض خاصة اتفاقية التجارة الحرة تميل إلى أن تظهر وتختفي بل في كثير من الأحيان وعادة مع إشعار قليلة أو معدومة، على الرغم من مواقع مثل LyngSat لا تتبع توفر كلا من تغيير الخطوط وقنوات الدفع في جميع أنحاء العالم.

في 7 أكتوبر/تشرين الأول 2009، خطط بول كاربوفيتش، رئيس مجلس إدارة الرابطة الوطنية للمذيعين (ناب) ، للإدلاء بشهادته أمام اللجنة الفرعية للاتصالات بمجلس الشيوخ ، مؤكدًا أن هيئات البث ستكون على استعداد للسماح لمشتركي الإشارات البعيدة بمواصلة ذلك حتى لو أدى التحول الرقمي إلى استقبال هؤلاء المشتركين لمحطات لم يتمكنوا من استقبالها سابقًا. عارضت ناب تقديم إشارات بعيدة جديدة في حال توفر إشارة رقمية. كان لا بد من إقرار قانون تحديث التلفزيون الفضائي بنهاية عام 2009. كما سمح مشروع قانون مجلس النواب لشركة دش نيتورك بتقديم إشارات بعيدة.  في 5 نوفمبر/تشرين الثاني، صرّح باتريك ليهي، رئيس لجنة القضاء بمجلس الشيوخ، بأنه يأمل في التوصل إلى "اتفاق مؤقت" بشأن مشروع القانون الذي أُقرّ من اللجنة في 24 سبتمبر/أيلول. في حال موافقة مجلس الشيوخ، سيتعين على مجلس النواب الموافقة على مشروع القانون، وإذا تعذر التوفيق بين النسختين، فيمكن تمديد ترخيص استيراد الإشارات الذي ينتهي بنهاية العام.  تضمنت النسخة التي أصدرها مجلس النواب اتفاقًا مع شركة إيكوستار مفاده أنه، حيثما أمكن، يمكن لجميع الأسواق الـ 210 استقبال الإشارات، ويمكن لشركة إيكوستار مرة أخرى توصيل الإشارات البعيدة.
لجنة التجارة بمجلس الشيوخ وافق على نسخة من مشروع القانون يوم 19 نوفمبر، دون إجراء أي تعديل تتطلب الإشارات المحلية في جميع الأسواق في غضون ثلاث سنوات، على الرغم من هذه الدراسة أن تكون أجريت على 30 سوقا لماذا لا تزال لديها مشكلة. قبل موافقة مجلس الشيوخ، سوف نسختين من مشروع القانون ويتعين تسوية ؛ اللجنة القضائية قد قصيرة إصلاح السوق، في حين أن لجنة قانون التجارة المطلوبة في برنامج تلفزيوني في [هد عاجلا.
وافق مجلس النواب على الأقمار الصناعية الرئيسية عارض قانون إعادة الترخيص 3 ديسمبر. وشملت كلا من لجنة التجارة بمجلس النواب واللجنة القضائية بمجلس النواب الإصدارات وتجدد القدرة على استخدام إشارات بعيدة لمدة خمس سنوات، سمح صحن شبكة لتقديم إشارات بعيدة مرة أخرى، والمطلوب 28 أسواق لاستقبال الإشارات لم تكن متوفرة محليا. مشروع القانون أيضا التعامل مع بعض المسائل المتعلقة بحق المؤلف والصحن الشبكة المطلوبة لتقديم إشارات الوضوح العالي غير التجارية بحلول عام 2011 بدلا من عام 2013.

### المملكة المتحدة.
المرسل التليفزيوني الرائد في المملكة المتحدة هو خدمة على أساس الاشتراك يسمى Sky Digital، يتم تسويقها عبر هيئة الإذاعة البريطانية سكاي. يوجد منذ مايو 2008 اشتراك مجاني بديل معروف باسم Freesatا كجزء من الاستعدادات لترحيل المملكة المتحدة للبث التلفزيوني الرقمي على وجه الحصر. خدمة Freesat تديره في المملكة المتحدة اثنتين من كبرى الاذاعات، البي بي سي وITV لا ينبغي الخلط بينه freesat وبين sky الاشتراك المجاني من Sky platform..

### كندا
حاليا، هناك اثنين من مقدمي الخدمات التلفزيون الفضائي القائم على الأشتراك للمستهلكين الكنديين: بيل تي في وشو ديريكت.

### الهند
لشبه القارة الهندي العديد من مقدمي الخدمة. ومنهم Big TV(ADAG Group)، Dish TV, Tata Sky(Tata and Sky), Sun DTH(Sun Group), DD Direct Plus(Prasar Bharathi), Airtel DTH(Bharathi). يستخدم Big TV, Sun DTH, Airtel DTH تقنية MPEG - 4 للإرسال ويستخدم غيرهم من مقدمي الخدمات تقنيات أقدم. ويقدم DD Direct Plus خدمات مجانية في حين أن جميع المقدمين الأخرى ن يعتمدون على الاشتراك.